# Luigi Boitani
 (octobre 2020).
Le contenu est difficilement compréhensible vu les erreurs de traduction, qui sont peut-être dues à l'utilisation d'un logiciel de traduction automatique.
Luigi Boitani, né le 2 avril 1946 à Rome, est un professeur de zoologie à l'Université Sapienza de Rome[Quand ?], dont les recherches portent sur l'écologie, la protection des grands mammifères et la gestion des zones protégées. Boitani est président de Large Carnivore Initiative for Europe (LCIE). 

## Biographie
Boitani est professeur de biologie de la conservation et d'écologie animale et a été chef du département de zoologie et de biologie humaine à l'Université Sapienza de Rome, jusqu'à ce qu'il soit fusionné avec d'autres départements en 2010 pour former le Département de biologie et de biotechnologie Charles-Darwin.
Depuis 1973, il se consacre à l'écologie et à la protection des loups. Il a élaboré plus de 30 plans de management pour divers parcs nationaux. Luigi Boitani est actif au sein de la UICN, dont il est membre du Présidium depuis 1996, et président du groupe de LCIE depuis 2002,. Il a travaillé dans de nombreux groupes de spécialistes de l'UICN. Au sein du groupe de spécialistes des canidés, il est le coordinateur du groupe de travail sur le loup en Europe. Avec L. David Mech, qui a été président du groupe de spécialistes du loup de l'UICN de 1978 à 2013, Boitani a publié des contributions de l'UICN sur le sujet des loups, y compris l'entrée dans la Liste rouge. Plusieurs documents pertinents pour la Commission européenne sur la gestion des grands carnivores sauvages en Europe, en particulier sur la gestion des loups, ont été produits sous sa direction,.
En plus de ses activités scientifiques, il se consacre à la publication d'articles scientifiques de vulgarisation sur la nature et la conservation de la nature dans des livres, des magazines et des programmes de télévision. En 2014, Boitani a signé un accord de coopération entre l'Initiative des grands carnivores pour l'Europe et Rewilding Europe. De plus, il est l'un des six membres de la Fondation Segré. 

## Publications
- Luigi Boitani, Stefania Bartoli, The Macdonald Encyclopedia of Mammals, Little Brown GBR, 1986,  (ISBN 0-356-12422-3).
- Lucyan David Mech, Luigi Boitani, Wolves : Behavior, Ecology and Conservation, University of Chicago Press, 2006,  (ISBN 0-226-51697-0), présentation en ligne.
- Luigi Boitani, Marco Musiani, Paul C. Paquet, World of Wolves – New Perspectives on Ecology, Behaviour, and Management : Energy, Ecology, and the Environment, University of Calgary Press, 2010,  (ISBN 978-1-55238-269-1).

### Autres publications
- J. Linnell, V. Salvatori, L. Boitani, Guidelines for Population Level Management Plans for Large Carnivores Guidelines for Population Level Management Plans for Large Carnivores, LCIE 2008
- Luigi Boitani, Action Plan for the conservation of the wolves (Canis lupus) in Europe, Strasbourg / Oslo 2000.
- L. Boitani, P. Ciucci, Wolf Management across Europe: Species Conservation without Boundaries, 2009.